# (1758) Naantali
(1758) Naantali – planetoida z pasa głównego planetoid okrążająca Słońce w ciągu 5 lat i 77 dni w średniej odległości 3 au. Została odkryta 18 lutego 1942 roku w Obserwatorium Iso-Heikkilä w Turku przez Liisi Otermę. Nazwa planetoidy pochodzi od miasteczka Naantali w pobliżu Turku. Przed jej nadaniem planetoida nosiła oznaczenie tymczasowe (1758) 1942 DK.